# Aziz Benabdi
Aziz Benabdi, né le 9 août 1993 à Alger, est un footballeur algérien évoluant au poste de milieu défensif à l'ES Ben Aknoun.

## Biographie

### En club
Aziz Benabdi est formé et débute le football professionnel en D2 algérienne à la JSM Chéraga.
Le 1er juillet 2013, il obtient son premier transfert en D1 à l'USM Blida. Le 27 septembre 2013, il dispute son premier match face à l'USM Annaba (match nul, 0-0). Le 2 octobre 2014, il marque son premier but en championnat contre l'AS Khroub (victoire, 3-0). En fin de saison, il retourne à la JSM Chéraga où il dispute une saison complète en D2 algérienne, parvenant à gagner le titre de la D2 algérienne, promouvant ainsi son club en D1.
Le 1er juillet 2017, il s'engage pour deux saisons au RC Kouba. Le 15 septembre 2017, il dispute son premier match avec le club en championnat face au MO Béjaïa (défaite, 0-1).
Le 28 juillet 2019, il s'engage pour une saison au MO Béjaïa. Le 24 août 2019, il dispute son premier match pour le club face à l'AS Khroub (défaite, 1-0).
Le 28 septembre 2020, il s'engage à la JS Kabylie pour trois saisons. Le 18 décembre 2020, il dispute son premier match face à l'ASO Chlef (victoire, 0-2). Le 5 mars 2021, il inscrit son premier but pour le club en championnat face à l'Olympique de Médéa (victoire, 2-1). En fin de saison, il atteint la finale de la Coupe de la confédération 2020-2021 et il remporte la Coupe de la Ligue 2020-2021. Il résilie son contrat avec la JS Kabylie, le 27 décembre 2021. 
Le 31 janvier 2022, il s'aventure à l'étranger pour un transfert au Hassania d'Agadir au Maroc. Le 2 mars 2022, il dispute son premier match avec le club face à la RS Berkane (victoire, 2-0).
N'arrivant pas à s'imposer au Maroc, il revient en Algérie, le 4 août 2022, pour signer un contrat de trois saisons avec le Mouloudia Club d'Alger.

### En sélection
Le 22 août 2021, il est convoqué par Madjid Bougherra avec l'équipe d'Algérie A' pour des matchs préparatifs à la Coupe arabe de la FIFA 2021 face à la Syrie et le Burundi,.

## Palmarès

### En club
JS Kabylie
- Coupe de la confédération
  - Finaliste : 2020-2021.
- Coupe de la Ligue
  - Vainqueur : 2020-2021.